# Fórmula 3000

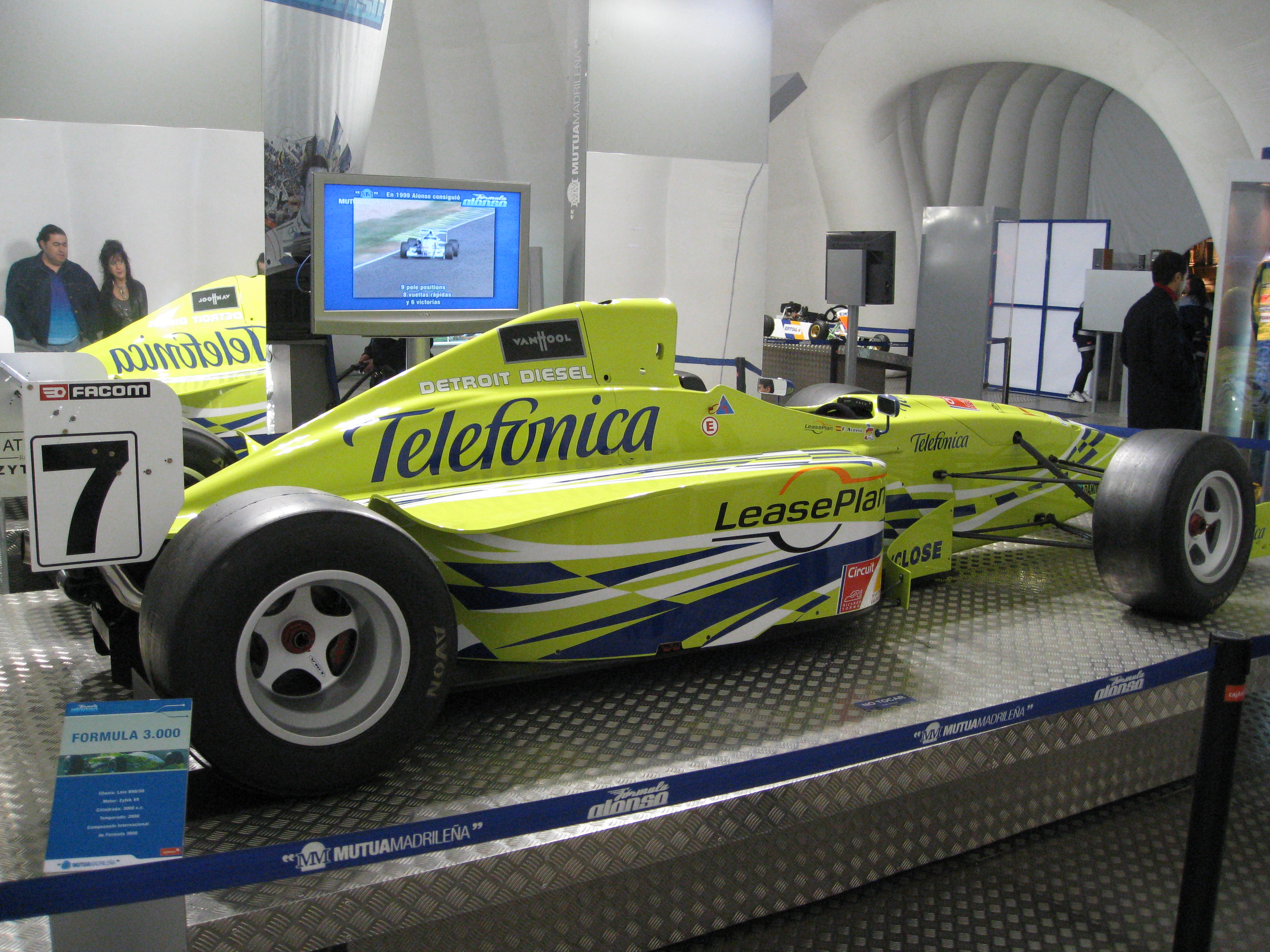
Cotxe de Fernando Alonso.

La Fórmula 3000 Internacional, coneguda anteriorment com a Fórmula 3000 Europea o Fórmula 3000 Intercontinental, era una competició d'automobilisme disputada gairebé totalment a Europa entre els anys 1985 i 2004. Va ser la segona categoria més important de monoplaces organitzada per la Federació Internacional de l'Automòbil, després de Fórmula 1 (de la qual solia ser telonera). Va substituir l'antiga Fórmula 2 Europea i es va reemplaçar el 2005 per GP2 Series.